# Роллан, Марион
Марио́н Ролла́н (фр. Marion Rolland; 17 октября 1982) — французская горнолыжница, чемпионка мира 2013 года в скоростном спуске. Специализировалась в скоростных дисциплинах.

## Карьера
На международной арене Роллан дебютировала в 1997 году, с 1998 года выступала в Кубке Европы. В 2001 году в швейцарском Вербье единственный раз принимала участие в молодёжном чемпионате мира, но медалей там не выигрывала, а её лучшим результатом стало 9 место в супергиганте.
В Кубке мира французская горнолыжница дебютировала 30 января 2004 года в скоростном спуске на этапе в австрийском Хаусе, где показала 37-й результат. В том же сезоне Роллан впервые набрала кубковые очки, показав 12-е место в скоростном спуске на предолимпийских стартах в Чезана Сан-Сикарио.
На домашнем чемпионате мира 2009 года, который прошёл в Валь-д’Изере француженка показала пятое время в скоростном спуске, которое долгое время оставалось для неё лучшим результатом в карьере.
В 2010 году на Олимпийских играх в Ванкувере Роллан упала на трассе скоростного спуска, повредила связки колена и не смогла выйти на старт в остальных дисциплинах.
В марте 2012 года на этапе в Шладминге Роллан в разницей в один день завоевала два подиума, став второй в скоростном спуске и третьей в супергиганте. Эти кубковые успехи оказались единственными в карьере французской горнолыжницы.
На чемпионате мира 2013 года, который проходил в том же Шладминге Марион Роллан сенсационно победила в скоростном спуске, став чемпионкой мира. Представительница Франции выиграла скоростной спуск на чемпионате мира впервые за 47 лет — последняя победа была одержана знаменитой Мариэль Гуашель в 1966 году в чилийском Портильо.
Летом 2013 года, во время подготовки в сезону в Чили Роллан получила тяжёлую травму колена, которая не позволила ей выступить на Олимпиаде в Сочи. Так и не восстановившись после травмы француженка объявила о завершении карьеры в феврале 2015 года.